# Ning-an
Ning-an (čínsky pchin-jinem Níng'ān, znaky zjednodušené 宁安, tradiční 寧安) je městský okres v městské prefektuře Mu-tan-ťiang v provincii Chej-lung-ťiang v Čínské lidové republice. Leží na řece Mudan, 20 km na jihozápad od Mu-tan-ťiangu.

## Historie
U městeček Tung-ťing-čcheng a Po-chaj, 25 km jihozápadně od centra Ning-anu, leželo město Sanggjeong (čínsky Šang-ťing, 上京), v letech 756–485 a 793–926 hlavní město státu Parhe.
Údolí řeky Mudan patřilo v 16. století k vlasti ťienčouských Džürčenů, pozdějších Mandžuů. Předchůdcem Ning-anu bylo město Ninguta, ležící asi 50 km severozápadně, dnes v městském okrese Chaj-lin. V první polovině 17. století byla Ninguta významnou základnou mandžuské říše Čching severně od Vrbové palisády.
V souvislosti s ruským pronikáním do Poamuří poslala roku 1652 mandžuská vláda do dosud chabě obsazené Ninguty dva tisíce vojáků pod velením Šarhudy, zkušeného válečníka pocházejícího od řeky Mudan. Byla to první stálá čchingská posádka severně od Vrbové palisády. Ninguta poté, v 50. letech 17. století, sloužila jako východisko pro protiruská tažení Šarhudových vojsk v rámci prvních fází rusko-čchingských pohraničních srážek v povodí Amuru. Po Šarhudově smrti roku 1659 jeho postavení převzal syn Bachaj.
Role Ninguty záhy poklesla, když od 60. let 17. století vznikaly další čchingské vojenské základny v Ťi-linu a Cicikaru, zůstala však důležitým regionálním centrem. Definitivně ztratila význam v souvislosti s výstavbou Východočínské dráhy na přelomu 19. a 20. století, železniční trať totiž překročila řeku Mudan 20 kn severněji, u Mu-tan-ťiangu, který Ningutu záhy přerostl.
Administrativně byla Ninguta od roku 1909 sídlem prefektury Suej-fen, rsp. od roku 1910 Ning-an. Od roku 1913 v rámci celkové administrativní reorganizace Číny po vzniku republiky na místě prefektury Ning-an vznikl stejnojmenný okres, ze kterého se roku 1946 vydělila severní část jako okres Sin-chaj (který po sloučení s dalším okresem roku 1948 vytvořil okres Chaj-lin); dočasně (v letech 1946–1948) se vydělil i okres Ťing-po. Okres Ning-an od poloviny 40. let 20. století podléhá Mu-tan-ťiangu. Roku 1993 byl reorganizován v městský okres Ning-an.